# Carbajosa de la Sagrada
Carbajosa de la Sagrada è un comune spagnolo di 2 290 abitanti situato nella comunità autonoma di Castiglia e León.